# Хэнджин, Джон Гомбожав
Джон Гомбожав Хэнджин (англ. John Gombojab Hangin; 1921 — 9 октября, 1989) — американский монголовед монгольского происхождения.

## Политическая карьера
Родился в хошуне Тайбус-Ци в Чахаре (Внутренняя Монголия) в знатной семье, приближённой к цинскому двору. В течение Второй мировой войны обучался в Императорском университете Хоккайдо, заняв впоследствии должность секретаря при князе Дэмчигдонрове. После войны, в 1947 году, был избран в национальное собрание Китайской республики; c окончанием гражданской войны эмигрировал в США.

## Академическая карьера
В США под руководством монголоведа О. Латтимора обучался в Университетe Джонса Хопкинса, Калифорнийском университете в Беркли, Колумбийском и Индианском университетах, где защитил степень доктора. Перед тем, как окончательно осесть в Индианском университете, проработал в Колумбийском, Джорджтаунском и Калифорнийском университетах. В Индианском университете Хэнджин основал Монгольское общество, основал Монголо-американскую культурную ассоциацию; пропагандировал в американском обществе и ООН признание суверенитета Монгольской народной республики. Опубликовал несколько учебников и словарей монгольского языка.
Скончался во время проведения исследований в Улан-Баторе 9 октября 1989 года. Похоронен на столичном кладбище Алтан-Улгий.